# Ma'ale Efraim
Ma'ale Efrayim (en hebreu: מעלה אפרים) és un assentament israelià localitzat en l'Àrea de Judea i Samaria, a Cisjordània. Fundat en 1978, va ser declarat consell local en 1981. Segons l'Oficina Central d'Estadístiques d'Israel, en desembre de 2010 comptava amb una població total de 1.250 habitants.